# 扎哈羅夫-舒爾曼系統
扎哈羅夫-舒爾曼系統（Zakharov–Schulman system）是一個非線性偏微分方程的系統，描述小振幅、高頻的波動和聲波的干涉，由俄羅斯物理學家弗拉基米爾·葉夫根耶維奇·扎哈羅夫和E.I. Schulman在1980年提出。方程式為
{\displaystyle i\partial _{t}^{}u+L_{1}u=\phi u}
{\displaystyle L_{2}\phi =L_{3}(|u|^{2})}
其中L1、L2及L3都是常係數的微分算子。